# Anders als du und ich (§ 175)
Anders als du und ich (§ 175) (Verweistitel: Das dritte Geschlecht) ist ein bundesdeutscher Film aus dem Jahre 1957 von Veit Harlan. Die Hauptrollen werden von Paula Wessely, Paul Dahlke, Hans Nielsen, Ingrid Stenn und Christian Wolff gespielt. Das Drehbuch von Felix Lützkendorf geht zurück auf eine Idee von Robert Pilchowski.

## Handlung
Der Film beginnt mit einer Gerichtsverhandlung. Christa Teichmann ist nach Paragraph 180 und 182 StGB der schweren Kuppelei angeklagt. Eine Rückblende zeigt, was geschehen ist.
Der 18-jährige Gymnasiast Klaus Teichmann hat eine enge Beziehung zu seinem Schulfreund Manfred und gerät über diesen in homosexuelle Kreise um den Antiquitätenhändler Dr. Boris Winkler, in dessen Haus junge Männer mit elektronischer Musik und moderner Kunst bekannt gemacht werden. Die Eltern Teichmann sind wegen der homosexuellen Neigungen ihres Sohnes besorgt. Vater Teichmann erteilt seinem Sohn Hausarrest, doch der flüchtet durchs Fenster zu Dr. Winkler. Der Vater und Onkel Max suchen Klaus und landen schließlich bei der Suche in einem Lokal, in dem eine Travestie-Vorstellung dargeboten wird, die den Vater anwidert.
Die Eltern suchen schließlich Rat bei einem Jugendpsychologen, der ihnen rät, Klaus aus diesen Kreisen herauszulotsen. Die Mutter möge ihrem Sohn die Hemmungen gegenüber Mädchen nehmen. Ein Gespräch des Vaters mit dem stets dämonisch wirkenden Dr. Winkler verläuft ergebnislos, und so erstattet er Anzeige gegen Dr. Winkler. Da gegen diesen aber nichts vorliegt und ihm kein unsittliches Vergehen nachgewiesen werden kann, wird das Verfahren eingestellt.
Mutter Teichmann versucht mittels der hübschen Haustochter Gerda, ihren Sohn wieder „auf die rechte Bahn zu bringen“. Sie ködert Gerda mit einem goldenen Armband, das sie scheinbar zufällig liegen lässt. Tatsächlich verliebt sich Klaus in Gerda. Der nun vernachlässigte Manfred beobachtet die beiden und erzählt alles Dr. Winkler, der wiederum erbost über Teichmann diesen wegen Kuppelei anzeigt. Die Polizei ermittelt jedoch, dass nicht der Vater, sondern die Mutter Gerda und Klaus zusammen gebracht hat. Da das Gericht viel Verständnis für die Motive der Mutter erkennen lässt, wird sie statt zu Zuchthaus nur zu sechs Monaten Gefängnis auf Bewährung verurteilt.

## Produktion und Hintergrund
Die Dreharbeiten im Arca-Filmstudio in Berlin dauerten vom 8. Mai bis zum 3. Juni 1957. Neben dem Titel Das dritte Geschlecht war ein weiterer Arbeitstitel des Films Da wirst Du schuldig und Du weißt es nicht. Die Filmbauten oblagen Gabriel Pellon und Horst Griese. Für die Standfotos waren Michael Marszalek und Brigitte Dittner verantwortlich. Laut Filmvorspann lag die fachwissenschaftliche Beratung beim Institut für Sexualforschung in Frankfurt am Main.
Veit Harlan, Regisseur des antisemitischen Propagandafilms Jud Süß aus dem Jahre 1940, drehte 1957 einen Film, der den während des Nationalsozialismus erheblich verschärften § 175 thematisierte, der homosexuelle Betätigung von Männern unter Strafe stellte. Der Film basierte auf einem Drehbuch von Felix Lützkendorf mit dem Titel Eltern klagen an, das vor den vermeintlichen Gefahren der Homosexualität warnen sollte. Als wissenschaftlicher Berater fungierte der Mediziner und Sexualforscher Hans Giese.
Harlan plädierte in einem Brief an die Produktionsgesellschaft Arca-Film für einen etwas differenzierteren Zugang: „Ich vermisse in dem Drehbuch, dass es zweierlei Homosexuelle gibt – nämlich diejenigen, an denen die Natur etwas verbrochen hat, und diejenigen, die gegen die Natur verbrecherisch vorgehen. Die letzteren tun das entweder aus angeborener Unsittlichkeit oder aus materiellen Gründen oder aus fluchwürdiger Schwäche. Die ersteren hingegen verdienen unser ganzes Mitgefühl. Der Film darf diese Homosexuellen, die wir tragisch betrachten müssen, wenn wir hochherzige Menschen sein wollen, nicht aus spießbürgerlichen Motiven verurteilen oder verfolgen. Wir dürfen sie nur in dem Sinne verfolgen, als sie junge Menschen, deren Natur im Grunde in Ordnung ist, verführen.“

Logo der Originalfassung

Die FSK gab den Film, der zunächst unter dem Titel Das dritte Geschlecht eingereicht wurde, in West-Deutschland vorerst nicht frei. Dies wurde damit begründet, dass das sittliche Empfinden des Volkes Homosexualität verurteile und deren Gefahren deutlich zu machen seien, während der vorliegende Film geradezu um Verständnis für die Homosexuellen werbe. Ein solcher Film könne von Homosexuellen nur begrüßt werden, während „alle Bevölkerungskreise, die noch ein Gefühl für Sitte und Recht haben (und dies ist der weitaus überwiegende Teil des Volkes), in ihren Empfindungen aufs schwerste getroffen werden.“
Später kam eine veränderte, von der FSK ab 18 Jahren freigegebene Fassung mit teils nachgedrehten, teils nachsynchronisierten Szenen in die Kinos, die allgemein als homosexuellenfeindlich wahrgenommen wurde. Die neue Fassung trug den Namen Anders als du und ich (§ 175). Der Kunsthändler, der in der ursprünglichen Fassung nach Italien entkam, wurde nun am Bahnhof Zoo festgenommen. Die Mutter, die ursprünglich zu einer Gefängnisstrafe verurteilt wurde, erhielt jetzt nur Bewährung. Weggelassen wurde ein Gespräch des Kunsthändlers mit einem schwulen Anwalt sowie eine Szene, in der er sich mit ausländischen Freunden trifft, um nicht den Eindruck zu erwecken, Homosexuelle seien bereits in wichtigen gesellschaftlichen Positionen. In Österreich lief der Film unverändert unter dem alten Arbeitstitel Das dritte Geschlecht.
Der deutsche Kinostart des Skandalfilmes wurde 1957 von Protestaktionen und Demonstrationen begleitet. Vorgeworfen wurde Harlan dabei nicht nur, er lege einen antihomosexuellen Hetzstreifen vor, sondern auch, er „diffamiere moderne Kunst und Musik als entartet. Gerade beim zweiten Vorwurf zeigten sich die Kritiker oft selbst nicht frei von homophoben Untertönen, wenn sie sich nicht etwa daran störten, dass die Homosexuellen im Film negativ dargestellt wurden, als vielmehr daran, dass die moderne Kunst mit Homosexualität assoziiert wurde.“

## Veröffentlichung
Der Film kam am 29. August 1957 in Wien unter dem Titel Das dritte Geschlecht in mehreren Kinos zur Uraufführung. In Deutschland war er unter dem Titel Anders als du und ich (§ 175) erstmals am 31. Oktober 1957 im Gloria-Palast in Stuttgart zu sehen. Am 1. November 1957 hatte der US-amerikanische Spielfilm Anders als die anderen in Deutschland Premiere, der verschlüsselt dasselbe Grundthema behandelt: Ein möglicherweise homosexueller Junge findet durch Geschlechtsverkehr mit einer jungen Frau auf den „richtigen“ Weg zurück.
Zunächst wurde durch das Münchner Filmmuseum eine Doppel-DVD (Edition Filmmuseum 05) angekündigt, die beide Schnittfassungen enthalten sollte. Dennoch erschien im Dezember 2006 schließlich nur eine Einzel-DVD, die ausschließlich die veränderte Fassung Anders als du und ich (§ 175) in voller Länge enthält. Die alternativen Szenen aus Das Dritte Geschlecht werden jedoch im Bonus-Material den entsprechend veränderten Sequenzen aus Anders als du und ich (§ 175) gegenübergestellt und so wird ein Vergleich ermöglicht. Die Ausgabe enthält außerdem einen DVD-ROM-Teil mit Dokumenten zur Entstehung der neu geschnittenen Fassung. Die vollständige Fassung Das Dritte Geschlecht bleibt damit bislang noch immer unveröffentlicht.

## Kritiken
Die zeitgenössische Kritik hinterfragte den Film weniger auf das Thema Homosexualität als auf dahinter verborgene Absichten. Ein am 6. November 1957 in der FAZ erschienener Kommentar fand: „Schlimm und übel ist die Identifizierung der Homosexualität mit der modernen Kunst.“ Es stelle sich die Frage, ob Harlan nicht den Paragraphen 175 „als Vehikel benutzt, um eine neue Ausstellung der ‚Entarteten Kunst‘ anzuregen.“ Schließlich bildeten die Homosexuellen im Film eine internationale Clique, die gerade in der modernen Kunst hervortrete: „‚Homos‘ bilden die fünfte Kolonne der Kunst und des Geistes, den zu diffamieren Herr Harlan, der ein kluger Mann ist, wirklich nicht nötig hätte. Sein Film stammt aus Bildungsressentiments gegen die Intellektuellen.“
Noch deutlicher vertrat eine Kritik in der SPD-Zeitung Vorwärts vom 13. Dezember 1957 die Ansicht, dass der Film eigentlich eine bestimmte Meinung einzutrichtern versuche, „die Meinung nämlich, daß die moderne Kunst an sich ‚entartet‘ sei.“ Harlan und seine Helfer hätten sich einst darauf berufen, zur Herstellung des Jud Süß-Films abkommandiert worden zu sein. „Heute, in der Demokratie, ist diese Ausrede hinfällig geworden. Die Verantwortung trifft jeden der Beteiligten, auch die Darsteller.“
Im film-dienst war zu lesen: „Der Film diskriminiert nicht nur die Homosexuellen, sondern diffamiert in einer abstrusen Gedankenverbindung auch noch die abstrakte Kunst. Ein spätes Abfallprodukt faschistischer Gesinnung.“
Das Heyne-Filmlexikon führte aus: „Veit Harlan, Hitlers Generalspielleiter, erzählt die Geschichte eines schwulen Bankdirektorsöhnchens, der von seinen Eltern zum ‚normal veranlagten Bürger‘ umerzogen wird. Ein infamer, faschistoider und dilettantisch inszenierter Film.“
Das Lexikon des internationalen Films sprach von einem „späte[n] Nachkriegsfilm des Goebbels-Protegés Veit Harlan, der sich mit Filmen wie Jud Süß, Opfergang oder Kolberg in den Dienst der Nationalsozialisten gestellt hatte.“ Weiter hieß es, er „thematisier[e] und diskriminier[e] Homosexualität zugleich“. Ausschlaggebend dafür, dass der Film zunächst nur im Ausland habe gezeigt werden dürfen, sei nicht „die homophobe Haltung, sondern die mangelnde positive Zeichnung des kleinbürgerlichen Elternhauses des Protagonisten, was zur Überbewertung der Homosexualität führe“ (Begründung der FSK). „Erst nachdem Harlan ein Plädoyer gegen den § 175 entfernte, Dialoge nachsynchronisieren ließ und der Film in einer nachgedrehten Szene der deutschen Gerichtsbarkeit genüge tat, wurde er für deutsche Kinos freigegeben. Der Film sieht in der Homosexualität keineswegs eine positive Lebensalternative, diffamiert darüber hinaus abstrakte Malerei und atonale Musik, die er als Niederschlag einer solchen ‚Lebenshaltung‘ darstellt.“